# Brent Scowcroft
Brent Scowcroft (Ogden, Utah; 19 de marzo de 1925-Falls Churs, Virginia; 6 de agosto de 2020) fue un militar estadounidense. Fue Consejero de Seguridad Nacional de los Presidentes Gerald Ford (1975-1977) y George Bush (1989-1993).

## Biografía
Scowcroft nació el 19 de marzo de 1925 en Ogden (Utah), hijo de Lucile (de soltera Ballantyne) y James Scowcroft, comerciante y dueño de un negocio. Era descendiente de inmigrantes británicos de principios del siglo XIX, provenientes de Inglaterra y Escocia, así como de Dinamarca y Noruega. 
Scowcroft obtuvo su licenciatura y comisión en las Fuerzas Aéreas del Ejército de los Estados Unidos en la Academia Militar de los Estados Unidos en West Point (Nueva York), en junio de 1947. Con el establecimiento de una Fuerza Aérea de los Estados Unidos independiente en septiembre de 1947, su comisión se transfirió a la USAF. Posteriormente, Scowcroft obtuvo una maestría (1953) y un doctorado (1967) en relaciones internacionales en la Universidad de Columbia.

## Trayectoria
Habiendo imaginado la vida como piloto de combate después de la Segunda Guerra Mundial, Scowcroft completó su entrenamiento de piloto en octubre de 1948 después de su puesta en servicio como segundo teniente de la Fuerza Aérea en 1947 y recibió sus Alas de Piloto de Comando de la Fuerza Aérea. Sin embargo, el 6 de enero de 1949, mientras estaba en entrenamiento de vuelo con un North American P-51 Mustang, su aeronave experimentó problemas de motor, lo que provocó que el avión se estrellara. Aunque sus heridas no fueron críticas, Scowcroft asumió que nunca volvería a volar y consideró otra carrera dentro de la Fuerza Aérea.
Sirvió en una variedad de puestos operativos y administrativos, y en 1953 comenzó a dar clases de Historia Rusa en West Point, y en 1957 ingresó en la Escuela de Inteligencia Estratégica de Washington D. C., y se doctoró en Relaciones Internacionales por la Universidad de Columbia.
En 1959 fue enviado a la Embajada de EE. UU. en Yugoslavia para servir dos años como agregado militar. En 1961 regresó a EE. UU. y dirigió el Departamento de Ciencia Política de la Academia de la Fuerza Aérea. En 1964 fue asignado a la oficina del vicejefe de la Fuerza Aérea, para dirigir la División de Planificación a Largo Plazo de Doctrinas, Conceptos y Objetivos, hasta 1966.
Después de atender la  Escuela Nacional de Guerra en Fort McNair, Scowcroft sirvió en el Pentágono como asesor del Asistente del Secretario de Defensa para asuntos de seguridad internacional del hemisferio occidental (1966-1969). En 1969 entró a trabajar en el personal del nuevo Consejero de Seguridad Nacional Henry Kissinger, y en 1972 fue asistente militar del Presidente Richard Nixon.

## Consejero de Seguridad Nacional (1975-1977)
Fue número dos del Consejo de Seguridad Nacional entre 1973 y 1975, periodo en el que Henry Kissinger compaginó el cargo de Consejero de Seguridad Nacional con el de Secretario de Estado. Gerald Ford, que asumió la Presidencia tras la dimisión de Nixon en agosto de 1974, tenía poca experiencia en asuntos internacionales y dependía en exceso del consejo de Kissinger. El Congreso estaba inquieto porque un solo hombre -Kissinger- acumulara toda la influencia que le llegaba al Presidente en materia en política exterior, y Ford se vio obligado a dejar la dirección del Consejo de Seguridad Nacional en manos de Brent Scowcroft.
El nombramiento de Scowcroft no supuso una pérdida de poder de hecho para Kissinger. Era un hombre de su total confianza, y continuó jugando el papel de subordinado. La asesoría que ofrecería Scowcroft al Presidente Ford en temas como la negociación con la URSS para la limitación de armas estratégicas, la evacuación del personal de la Embajada en Saigón, o la ocupación de Timor Oriental por fuerzas indonesias, iría siempre en coordinación con las estrategias marcadas por el equipo de Kissinger en el Departamento de Estado.

## Kissinger Associates
Tras abandonar el Gobierno, Scowcroft ocupó la Vicepresidencia de Kissinger Associates, Inc., una firma de consultoría fundada por Henry Kissinger, con el propósito de identificar socios estratégicos y oportunidades de inversión, efectuar previsiones de hechos internacionales, analizar riesgos políticos en diferentes países del planeta, investigar oscilaciones de divisas, y negociar con gobiernos mundiales para clientes como JP Morgan Chase, Coca-Cola, American Express, o Heinz.
Durante las Administraciones de Jimmy Carter y Ronald Reagan, Scowcroft sirvió de manera puntual en diferentes paneles de asesoría y comisiones de investigación: fue miembro del Comité Asesor del Presidente para el Control de Armas (1978-1981); de la Comisión Presidencial sobre Fuerzas Estratégicas (1983); de la Comisión Presidencial sobre Administración de la Defensa (1985); y de la Comisión Tower para la investigación del affaire Irán-Contra (1986-1987).

## Consejero de Seguridad Nacional (1989-1993)
Brent Scwocroft volvió a la Casa Blanca en 1989, cuando el nuevo Presidente George Bush le seleccionó para ocupar de nuevo el puesto de Consejero de Seguridad Nacional. Existía una gran afinidad entre Bush y Scowcroft desde que coincidieron en la Administración Ford, uno como director de la CIA y el otro como director del CSN. El Presidente era sólo nueve meses mayor que él, y los dos habían sido pilotos en los años cuarenta, uno en la Marina y el otro en la Fuerza Aérea. Además, Scowcroft compartía con Bush el gusto por el pragmatismo y la desconfianza hacia las ideologías. 
Pudo establecer una relación casi informal con el presidente, que le permitía estar en total unas cuatro horas al día con él, y acompañarle en todos los viajes importantes. Jugó un papel clave en la reunificación alemana, fue el principal proponente del recorte de fuerzas convencionales en Europa, que culminó en la firma de un tratado por veintidós países en noviembre de 1990, y estuvo a cargo de la preparación de la entrevista sorpresa del Presidente con el líder soviético Mijaíl Gorbachov en Malta, en diciembre de 1989.
Emprendió varios cambios en la maquinaria del Consejo de Seguridad Nacional, como la creación de ocho comités para la coordinación de políticas regionales, sustituyendo los múltiples grupos vinculados a diferentes agencias. Y trazó la redirección de las prioridades de Seguridad Nacional en los estertores de la Guerra Fría, abogando en favor de un nuevo tipo de arsenal nuclear. Siempre fue escéptico sobre los planes de Iniciativa de Defensa Estratégica (Guerra de las Galaxias) planteadas años antes por el presidente Reagan, por considerarlos innecesarios y demasiado costosos, y aconsejó al Presidente Bush que sustituyera los misiles de varias cabezas por unos de una sola ojiva, para evitar ataques preventivos.
Menos afortunada fue su falta de previsión ante el colapso de la Unión Soviética. Se mostró contrario a la disgregación de la URSS, anteponiendo el riesgo de la proliferación de muchos estados, al diferencial de la fuerza de EE. UU. frente a cada uno de ellos. Y no supo ofrecer un consejo estratégico coherente en el escenario posterior a la Guerra Fría, dominado por conflictos regionales en Bosnia y Somalia.
También fue muy cuestionado su papel después de la represión violenta de las protestas estudiantiles chinas en la plaza de Tiananmen. Frente a las presiones del Congreso para suspender todos los contactos gubernamentales de alto nivel con China, Scowcroft convenció al Presidente sobre los peligros de aislar a un país de más de 1000 millones de habitantes, y encabezó una misión diplomática secreta a Pekín pocos meses después de la masacre.

## Guerra del Golfo (1990-1991)
Considerado un doctrinario realista, su prioridad en Oriente Medio siempre fue mantener la estabilidad regional sin tomar riesgos. En 1989 defendió ante el presidente que el establecimiento de relaciones normales entre EE. UU. e Irak favorecería los intereses estadounidenses en el largo plazo, incrementaría su influencia en Oriente Medio, y promovería la estabilidad en el Golfo. Para Scowcroft, Washington debía proponer a Irak incentivos económicos y políticos para que moderase su comportamiento.
Cuando 100.000 tropas iraquíes apoyados por 700 tanques invadieron Kuwait el 2 de agosto de 1990, Scowcroft predijo acertadamente que las sanciones económicas impuestas por las Naciones Unidas no serían suficientes, y asumió que sería necesaria una respuesta militar para que Saddam Hussein abandonase Kuwait. Advirtió al Presidente sobre la tentación de acogerse precipitadamente al Artículo 51 de la ONU, considerando imprescindible obtener autorización del Consejo de Seguridad de la ONU, y mantener una alianza lo más amplia posible de Gobiernos árabes contra Irak, y evitar la participación de Israel.
Desaconsejó en todo momento que fuerzas extranjeras ocuparan ninguna zona del territorio iraquí, y defendió que los objetivos de la operación se limitasen a restaurar el Gobierno kuwaití. Sólo contemplaba la caída de Saddam Hussein como una consecuencia indirecta de su derrota militar. Creía que EE. UU. debía procurar una situación en la que Saddam tuviera que enfrentarse a su propio pueblo como el líder de un ejército derrotado, pero no debía tomar su derrocamiento como un objetivo específico de la respuesta militar. Pero cuando después de la guerra varias facciones kurdas y un sector de la comunidad chíita se levantaron contra Saddam, Scowcroft exhortó al Presidente Bush para no intervenir.
En los meses de la crisis del Golfo, Scowcroft se ganó el sobrenombre de Mr. Behind-the-Scenes (Señor Entre Bastidores). No tuvo protagonismo mediático, rara vez su cara apareció en televisión, y estuvo eclipsado por la diplomacia pública y los viajes del Secretario de Estado James Baker. Pero fue el asesor que más tiempo pasó con el presidente Bush.

## Premios y reconocimientos
Sus condecoraciones y premios militares incluyeron la Medalla de Servicio Distinguido de la Fuerza Aérea , la Legión de Mérito con racimo de hojas de roble y la Medalla de Reconocimiento de la Fuerza Aérea.
El presidente George H. W. Bush le otorgó la Medalla Presidencial de la Libertad en 1991. En 1993, la reina Isabel II lo nombró Caballero Comendador Honorario de la Orden del Imperio Británico en el Palacio de Buckingham. En 1988, recibió el Premio Golden Plate de la Academia Estadounidense de Logros.  En 2005, Scowcroft recibió el Premio William Oliver Baker de la Alianza de Inteligencia y Seguridad Nacional.

## Últimos años
En 1994 fundó The Scowcroft Group, una firma de consultoría internacional. Fue miembro de la Trilateral Commission, el Council on Foreign Relations, y el Center for Strategic and International Studies de la Universidad de Georgetown.
Fue Presidente de la Junta Asesora de Inteligencia Exterior del Presidente George W. Bush (2001-2005). Se opuso a la Guerra de Irak de 2003.
El 6 de agosto de 2020, Scowcroft murió en su casa de Falls Church, Virginia, a los 95 años. El 29 de enero de 2021, Scowcroft fue enterrado en el Cementerio Nacional de Arlington.